# Vision of Disorder
Vision of Disorder est un groupe de punk hardcore américain, originaire de Long Island, dans l'État de New York. Le groupe compte trois albums avant sa séparation en 2002. Le groupe attire l'intérêt du public de par son style musical hardcore traditionnel groovy et mélodique, mais l'initiative de transition vers le metal alternatif dans son troisième album est accueilli d'une manière mitigée. Le groupe se réunit en 2008, et publie l'album The Cursed Remain Cursed en 2012.
VOD marquera à jamais son empreinte musicale née d'influences hardcore telles que Minor Threat, 25 Ta Life, Earth Crisis, Snapcase, Sick of It All, Madball, Fury of Five. VOD a aussi vogué avec le son metal, époque Roadrunner Records : Machine Head, Soulfly, Coal Chamber, Fear Factory. Inspiré une génération nu metal (Limp Bizkit, KoЯn et Deftones) et metalcore (36 Crazyfists ou GlassJaw). VOD est comparé parfois même à un courant plus extrême comme les groupes Will Haven, Hatebreed et Strife.

## Biographie
C'est en 1992 que le groupe se forme autour de Matt Baumbach et Mike Kennedy. Tim Williams qui est un fan du groupe The Doors les rejoint peu de temps après, ainsi que Brendon Cohen et Mike Fleischmann. Ce dernier quitte le groupe durant une courte période, laissant VOD sans bassiste pendant quelques shows. Très rapidement, pourtant, VOD se fait un nom dans la scène hardcore new-yorkaise grâce à de nombreux concerts très intenses où l'esprit de clan entre public et groupe est toujours très fort dans cette scène.
Leur premier opus, Still sort en 1995 et obtient un fort succès, assez pour que le puissant label Roadrunner Records les signe et leur permette de s'ouvrir vers une plus large audience. Vision of Disorder est le nom du deuxième album et voit le jour en 1996, cet album obtient le soutien d'une scène hardcore old school, mais on commence à entrevoir un côté un peu metal plus proche des groupes typiques de Roadrunner. 1998 est l'année de la sortie d’Imprint qui fait exploser le groupe autant envers les fans hardcore que sur la vague plus commerciale et toute nouvelle : nu metal. Phil Anselmo, le chanteur de Pantera participe d'ailleurs à une chanson By The River. Les vieux fans de hardcore et de la première de heure de VOD grognèrent le nouvel album en critiquant le fait qu'il popularisait leur sonorités pour attirer le succès. Plus tard en 1999 sort For the Bleeders qui se veut renouant avec la tradition hardcore.
En 2001, Vision of Disorder publie From Bliss to Devastation sur TVT Records. Cet album enterre définitivement le son hardcore au profit d'un son plus heavy metal, voire grunge ou heavy, des groupes comme Alice in Chains, Soundgarden, voire Black Sabbath seront les comparaisons nouvelles de Vision of Disorder. Apparemment frustré par le manque de soutien de TVT, Vision of Disorder entre dans une pause à durée indéterminée, et finit par se séparer. Williams et Kennedy forment le groupe Bloodsimple, et Cohen et Fleischmann joue dans Karvnov.
Vision of Disorder se réunit brièvement pour jouer trois chansons lors d'un concert avec Bloodsimple et Karnov. Le groupe joue un concert off filmé pour un DVD avant de se réunir en octobre 2008. Williams décrit les chansons de leur nouvel album similaires à celles d'Imprint. L'album est repoussé à de multiples reprises ; en juillet 2011, le premier single, The Enemy, est publié au label Candlelight Records. Le 18 septembre 2012, The Cursed Remain Cursed est publié. Le 20 novembre 2012, le groupe publie la vidéo de la chanson Hard Times issue de The Cursed Remain Cursed.
En juillet 2015, le groupe entre en studio pour enregistre un nouvel album. Le 16 septembre 2015, Candlelight Records annonce un nouvel album est annoncé pour le 13 novembre. Le titre de l'album est Razed to the Ground. L'album est publié à Candlelight Records et produit par Zeuss. En juin 2016, le groupe participe au Hellfest de Clisson, en France.

## Membres

### Membres actuels
- Tim Williams - chant (1992–2002, 2006, depuis 2008)
- Mike Kennedy - guitare (1992–2002, 2006, depuis 2008)
- Mike Fleischmann - basse (1992–2002, 2006, depuis 2008)
- Brendon Cohen - batterie (1992–2002, 2006, depuis 2008)

### Anciens membres
- Matt Baumbach - guitare (1992-2002, 2006, 2008-2013)

### Membres de tournées
- Josh DeMarco - guitare (depuis 2015)

## Discographie

### Albums studio
- 1995 : Still
- 1996 : Vision of Disorder
- 1998 : Imprint
- 1999 : For the Bleeders
- 2001 : From Bliss to Devastation
- 2012 : The Cursed remain Cursed
- 2015 : Razed to the Ground

### Démos et splits
- 1993 : Demo 93'
- 1994 : Demo 94' : The "Extra Shit" Demo
- 1995 : Demo 95'
- 1994 : Vision of Disorder/Loyal to None Live on WUSB Riptide Radio
- 1995 : Vision of Disorder Live on WUSB Riptide Radio
- 1996 : Vision of Disorder/Loyal to None Split 7

### EPs
- 1996 : Still
- 1996 : N.Y.H.C. Documentary Soundtrack
- 1996 : Vision of Disorder
- 1998 : Resurrecting Reality